# Khazīneh Anbār-e Jadīd
Khazīneh Anbār-e Jadīd (persiska: خزینه انبار جدید) är en ort i Iran.   Den ligger i provinsen Västazarbaijan, i den nordvästra delen av landet, 500 km väster om huvudstaden Teheran. Khazīneh Anbār-e Jadīd ligger 1 283 meter över havet och antalet invånare är 915.
Terrängen runt Khazīneh Anbār-e Jadīd är platt.Runt Khazīneh Anbār-e Jadīd är det tätbefolkat, med 297 invånare per kvadratkilometer. Närmaste större samhälle är Mīāndoāb, 18,2 km söder om Khazīneh Anbār-e Jadīd. Trakten runt Khazīneh Anbār-e Jadīd består till största delen av jordbruksmark.